# Unity (Oregon, Baker megye)
Unity az Amerikai Egyesült Államok északnyugati részén, Oregon állam Baker megyéjében, a Burnt-folyó mentén helyezkedik el. A 2010. évi népszámláláskor 71 lakosa volt. A város területe 1,68 km², melyből 0,03 km² vízi.
Habár várost nem alapítottak a helyen, 1891-ben megnyílt postahivatala. Egy ideig egy fűrészüzem is működött itt. A Polgári Védelmi Hadtest által épített vadőrhely szerepel a Történelmi Helyek Nemzeti Jegyzékében.

## Éghajlat
A térségre jellemző az ingadozó időjárás; a nyarak általában melegek vagy forróak (és gyakran nyirkosak); a telek pedig hűvösek (néha hidegek). A Köppen-skála alapján a város éghajlata nedves kontinentális. A legcsapadékosabb a november–január, a legszárazabb pedig a július–október közötti időszak. A legmelegebb hónap július, a leghidegebb pedig január.
| Hónap                                   | Jan.  | Feb.  | Már.  | Ápr.  | Máj.  | Jún. | Júl. | Aug. | Szep. | Okt.  | Nov.  | Dec.  | Év    |
| --------------------------------------- | ----- | ----- | ----- | ----- | ----- | ---- | ---- | ---- | ----- | ----- | ----- | ----- | ----- |
| Rekord max. hőmérséklet (°C)            | 13,0  | 20,0  | 29,0  | 33,0  | 36,0  | 41,0 | 42,0 | 39,0 | 38,0  | 31,0  | 31,0  | 14,0  | 42,0  |
| Átlagos max. hőmérséklet (°C)           | 0,3   | 4,1   | 8,8   | 14,3  | 19,2  | 23,7 | 29,8 | 29,2 | 23,8  | 16,6  | 7,1   | 1,4   | 14,9  |
| Átlaghőmérséklet (°C)                   | −5,5  | −2,1  | 1,8   | 6,0   | 10,1  | 13,9 | 18,1 | 17,4 | 12,4  | 7,3   | 0,6   | −3,8  | 6,4   |
| Átlagos min. hőmérséklet (°C)           | −11,2 | −8,2  | −5,2  | −2,3  | 0,9   | 4,0  | 6,3  | 5,6  | 2,0   | −2,0  | −5,9  | −9,0  | −2,0  |
| Rekord min. hőmérséklet (°C)            | −36,0 | −33,0 | −26,0 | −14,0 | −12,0 | −7,0 | −4,0 | −6,0 | −12,0 | −19,0 | −29,0 | −36,0 | −36,0 |
| Átl. csapadékmennyiség (mm)             | 29    | 19    | 18    | 17    | 29    | 30   | 13   | 15   | 14    | 16    | 27    | 32    | 259   |
| Forrás: Western Regional Climate Center |       |       |       |       |       |      |      |      |       |       |       |       |       |

## Népesség

### 2010
A 2010-es népszámláláskor a városnak 71 lakója, 36 háztartása és 20 családja volt. A népsűrűség 43,3 fő/km2. A lakóegységek száma 58, sűrűségük 35,2 db/km2. A lakosok 83,1%-a fehér,  4,2%-a indián, 12,7%-a ázsiai,   . A spanyol vagy latino származásúak aránya 8,5% (   8,5% egyéb spanyol vagy latino származású.)
A háztartások 22,2%-ában élt 18 évnél fiatalabb. 38,9% házas, 5,6% egyedülálló nő, 11,1% egyedülálló férfi, 44,4% pedig nem család. 41,7% egyedül élt; 16,6%-uk 65 éves vagy idősebb. Egy háztartásban átlagosan 1,97 személy élt; a családok átlagmérete 2,65 fő.
A medián életkor 49,6 év volt. A város lakóinak 18,3%-a 18 évesnél fiatalabb, % 18 és 24 év közötti, 25,2%-uk 25 és 44 év közötti, 32,4%-uk 45 és 64 év közötti, 23,9%-uk pedig 65 éves vagy idősebb. A lakosok 56,3%-a férfi, 43,7%-a pedig nő.

### 2000
A 2000-es népszámláláskor  a városnak 131 lakója, 57 háztartása és 37 családja volt. A népsűrűség 79,4 fő/km2. A lakóegységek száma 75, sűrűségük 45,5 db/km2. A lakosok 97,71%-a fehér,  1,53%-a indián,    0,76%-a pedig kettő vagy több etnikumú. A spanyol vagy latino származásúak aránya 2,29% (2,29% mexikói,   )
A háztartások 35,1%-ában élt 18 évnél fiatalabb. 47,4% házas, 7% egyedülálló nő; 35,1% pedig nem család. 33,3% egyedül élt; 8,8%-uk 65 éves vagy idősebb. Egy háztartásban átlagosan 2,3 személy élt; a családok átlagmérete 2,89 fő.
A város lakóinak 29%-a 18 évesnél fiatalabb, 10,7% 18 és 24 év közötti, 24,4%-uk 25 és 44 év közötti, 26,7%-uk 45 és 64 év közötti, 9,2%-uk pedig 65 éves vagy idősebb. A medián életkor 37 év volt. Minden 100 nőre 104,7 férfi jut; a 18 évnél idősebb nőknél ez az arány 97,9.
A háztartások medián bevétele 27 679 amerikai dollár, ez az érték családoknál $28 250. A férfiak medián keresete $28 750, míg a nőké $14 375. A város egy főre jutó bevétele (PCI) $13 673. A családok 5,3%-a, a teljes népesség 15,8%-a élt létminimum alatt; a 18 év alattiaknál ez a szám 8%, a 65 évnél idősebbeknél pedig 33,3%.

## Fordítás
Ez a szócikk részben vagy egészben  az   Unity, Oregon című angol Wikipédia-szócikk ezen változatának fordításán alapul.  Az eredeti cikk szerkesztőit annak laptörténete sorolja fel. Ez a jelzés csupán a megfogalmazás eredetét és a szerzői jogokat jelzi, nem szolgál a cikkben szereplő információk forrásmegjelöléseként.